# Abaeté
Abaeté là một đô thị thuộc bang Minas Gerais, Brasil. Đô thị này có diện tích 1816,856 km², dân số năm 2007 là 23193 người, mật độ 13 người/km².